# Toxicodendron pubescens
Toxicodendron pubescens là một loài thực vật có hoa trong họ Đào lộn hột. Loài này được Mill. miêu tả khoa học đầu tiên năm 1768.

## Hình ảnh

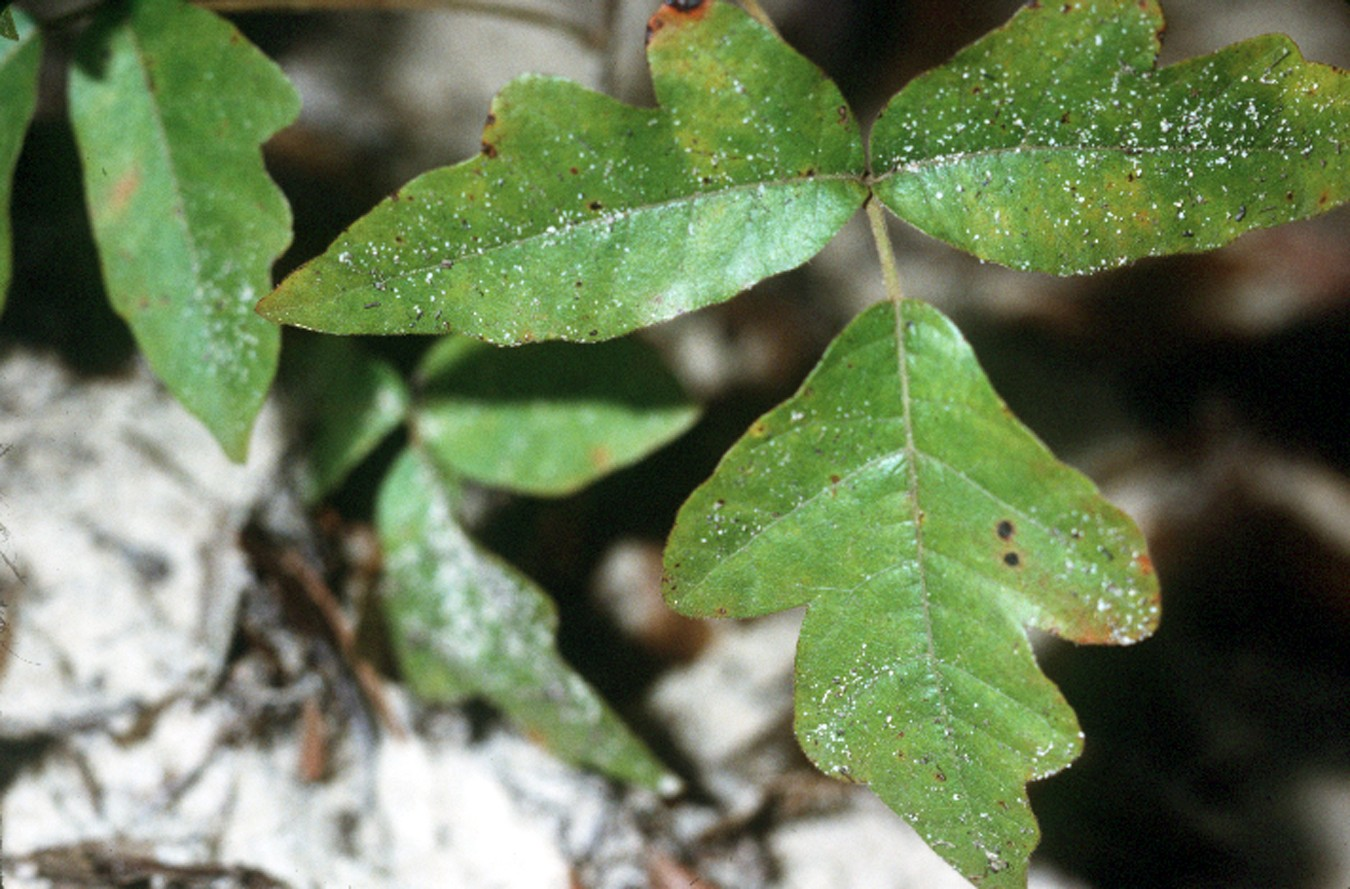
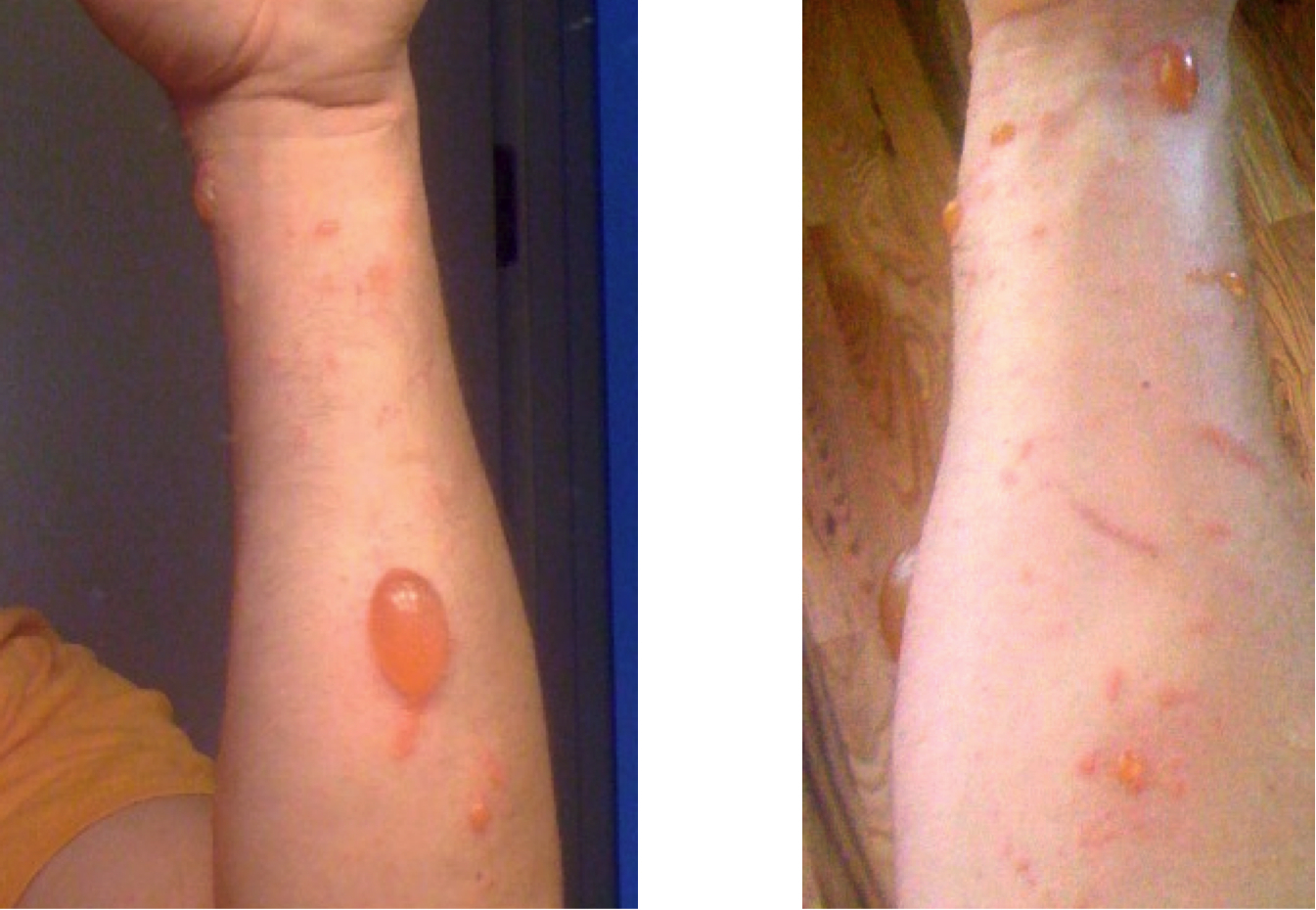
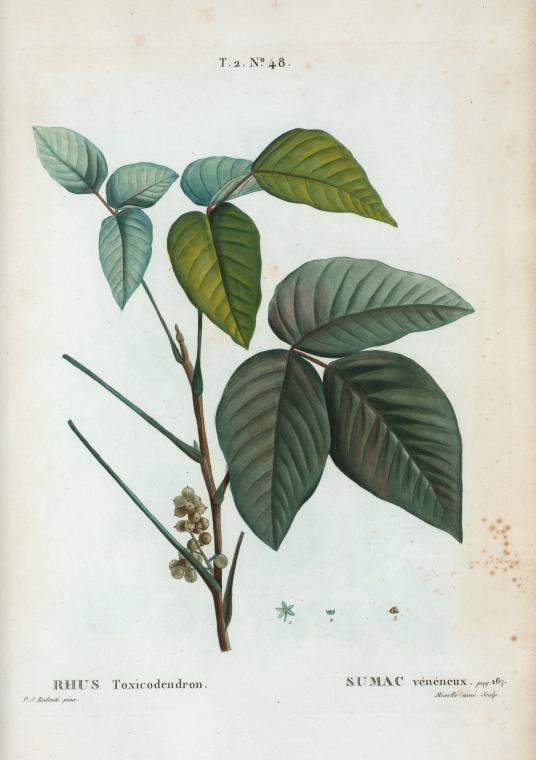